# Brama dussumieri
Brama dussumieri е вид бодлоперка от семейство Bramidae. Видът не е застрашен от изчезване.

## Разпространение и местообитание
Разпространен е в Ангола, Бахамски острови, Бразилия, Британска индоокеанска територия (Чагос), Еквадор, Западна Австралия, Индия, Индонезия, Кения, Колумбия, Коста Рика, Мавриций, Мадагаскар, Малдиви, Мексико, Мозамбик, Перу, Салвадор, САЩ (Флорида), Сейшели, Сомалия, Танзания, Чили и Шри Ланка.
Среща се на дълбочина от 1 до 300 m, при температура на водата от 6,4 до 26 °C и соленост 34,7 – 36,3 ‰.

## Описание
На дължина достигат до 22,5 cm.